# 日本生命丸の内ガーデンタワー
日本生命丸の内ガーデンタワー（にほんせいめいまるのうちガーデンタワー）は、東京都千代田区丸の内にある超高層ビル。

## 概要
2009年に丸の内AIGビルを取得した日本生命保険がビルを解体して建設を進めた地下3階、地上22階建てのタワーである。
建物の足元には、和田倉濠の景観に配慮し、近隣のパレスホテル東京と共同で桜並木のプロムナードを整備し、それにつながる建物内部のエントランスロビーには石彫家である和泉正敏による景石と石積が配された。外装は日本建築の伝統的なモチーフである縦格子をイメージさせる外周外柱と深い庇による構成とし、アウトフレームの細柱を吹き寄せとすることで、重厚さの中にも優しさを感じさせるデザインの実現が図られている。
低層部には、活性化用途としてビジネスサポート施設や飲食店を中心とした店舗が賑わいを演出し、都営三田線と直結した地下1階にはフードテラスが設けられた。
4階から22階がオフィスフロアとなり、建物の柱や梁を外壁の外側に設けるアウトフレーム構造の採用で、基準階における26m×63m、約510坪の無柱の執務空間を確保することで、役員室や外資系企業の個室対応などにもフレキシブルに対応できるワークプレースが実現されている。三井物産が本社ビルの建て替えに伴い、仮移転してきてオフィスフロアの殆どを賃借していたが、2020年5月、Otemachi Oneにおける新本社ビルの完成を受け、退去した。三井物産の後にはセールスフォースが入居し、2022年2月1日から「Salesforce Tower」の名で営業している。

### BCP対応
建物のBCP対応として、非常用発電機を72時間稼働できるものとし、災害発生時用として在館者3日間分相当の飲料水、食料等を備蓄しているほか、制振構造を採用した。

### 名称の由来
皇居の緑豊かな自然を享受できることを表現する名称として「日本生命丸の内ガーデン   タワー」と名付けられた。

## 沿革

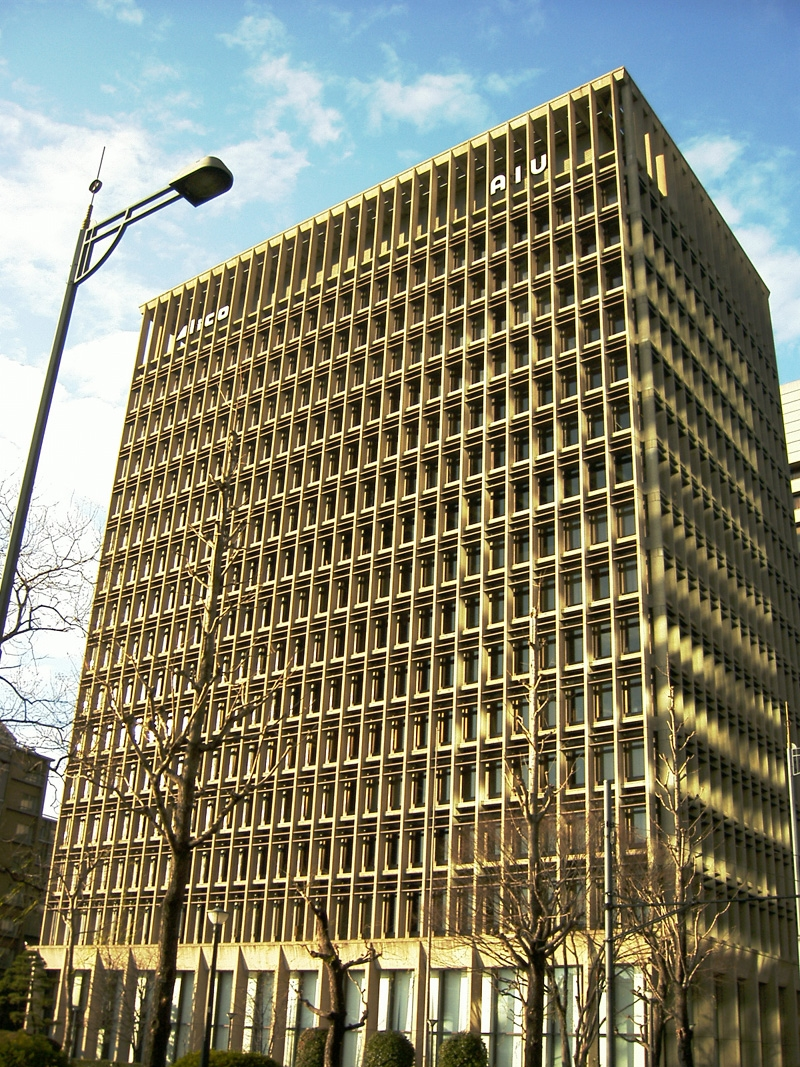
かつてあったAIGビル

- 2009年（平成21年）5月 - 日本生命がAIGビルをアメリカン・インターナショナル・グループから取得。
- 2011年（平成23年）5月 - AIGビル解体開始。
- 2012年（平成24年）3月 - 着工。
- 2014年（平成26年）7月 - 竣工。